# 爆笑ホール
『爆笑ホール』（ばくしょうホール）は、1967年10月6日から同年12月29日までフジテレビ系列局で放送されていたフジテレビ制作の演芸番組である。放送時間は毎週金曜 12:15 - 12:45 （日本標準時）。

## 概要
土曜12:15枠へ移動した前番組『お笑い世論調査』に替わってスタートした公開番組。『お笑い世論調査』と同様に、当時有楽町1丁目にあった東京ヴィデオ・ホール（旧・蚕糸会館6階）からの生放送を行っていた。司会は、それまで日曜19:00枠の『爆笑ヒットパレード』に出演していたトリオ・スカイラインが務めていた。
番組の終了後、トリオ・スカイラインは日曜19:00枠で放送再開した『爆笑ダイヤモンドショー』（第2期）の司会を務めた。